# Железничка станица Ваљево
Железничка станица Ваљево је једна од железничких станица на прузи Београд—Бар. Налази се насељу Ваљево у граду Ваљеву. Пруга се наставља у једном смеру ка Градцу и у другом према Дивцима. Железничка станица Ваљево састоји се из 5 колосека.

## Повезивање линија
- Пруга Београд—Бар